# Magnolia di Bocchere
La magnolia di Bocchere è un albero monumentale situato in frazione Bocchere del comune di Castel Goffredo, in provincia di Mantova.
Si tratta di un esemplare di magnolia.

## Storia
È iscritta nella lista degli alberi monumentali della Provincia di Mantova.